# DISC (psicologia)
Avaliação DISC é um teste psicométrico, comportamental, construído com base em uma teoria descrita pelo psicólogo Dr. William Moulton Marston em seu livro "Emotions of Normal People" (1928), publicado pela primeira vez em português no ano de 2014, com o nome de "As Emoções das Pessoas Normais", que determina alguns padrões de comportamento. A partir desta teoria, foram elaboradas ferramentas para análise de perfil comportamental, sendo o primeiro instrumento de mensuração (Activity Vector Analysis) desenvolvido por Walter Clarke (1945). Tais avaliações consideram comportamentos ou emoções observáveis, não abrangendo, portanto, a personalidade dos indivíduos.
Não é considerado um teste psicológico aprovado pelo Conselho Federal de Psicologia, segundo a lista de testes localizada no site do SATEPSI (2019). Isso significa que não possui validade científica.
Testes de perfil comportamental, como o DISC, avaliam padrões de comportamento observáveis e situacionais, mostrando como uma pessoa age ou reage em diferentes contextos, como no ambiente de trabalho ou em interações sociais. Esses testes são projetados para identificar tendências momentâneas e adaptáveis, relacionadas ao comportamento externo. Por se basearem em características mutáveis e práticas, como estilo de comunicação ou resposta a desafios, não exploram traços profundos e estáveis da personalidade. 

## História
DISC é um modelo baseado no trabalho do Dr. William Moulton Marston (1893-1947) para examinar o comportamento dos indivíduos em um determinado ambiente. Para Marston, existem quatro tipos básicos de comportamentos previsíveis observados nas pessoas e tais respostas comportamentais ocorrem a partir da combinação de duas dimensões: uma interna (referente à percepção do poder pessoal no ambiente) e outra externa (percepção da favorabilidade do ambiente). Como resultantes desta matriz temos os seguintes fatores: Dominância (D), Influência (I), Estabilidade (S) e Conformidade (C) (variações nestes termos podem ocorrer em função do referencial utilizado).
Nossa individualidade é bem mais complexa do que sugere inicialmente qualquer modelo. A singularidade de cada sujeito, aqui, pode ser compreendida a partir da ideia de que somos compostos por um ou dois estilos principais de comportamento que se destacam frente aos demais. De qualquer forma, estas intensidades são combinadas com as intensidades dos demais fatores e assim é definido nosso estilo de comportamento em geral.
Cada um dos padrões comportamentais tem um valor único em termos de características gerais, motivações, contribuições para a equipe e para a organização, ou seja, não há um melhor do que outro. As tendências de cada padrão podem ser funcionais ou disfuncionais dependendo da intensidade de uso dos comportamentos e dos requisitos específicos do ambiente/desafio em questão.
Instrumentos psicológicos reconhecidos já foram correlacionados com o DISC, dentre eles o 16PF e o Myers Briggs Type Indicator. E dentre as aplicações desta ferramenta, destacam-se desde processos seletivos até programas de desenvolvimento, seja em nível individual, de equipe ou de gestão.

## Método
As avaliações são feitas testando as preferências de uma pessoa a partir da associações entre palavras. DISC é uma sigla para:
- Dominância [1] – relativo a como a pessoa lida com problemas e desafios.
- Influência [1]– relativo a como a pessoa lida com pessoas e influencia os outros.
- Estabilidade [1]– relativo a como a pessoa lida com mudanças e seu ritmo.
- Conformidade [1]– relativo a como a pessoa lida com regras e procedimentos estabelecidos por outros.

Estas quatro dimensões podem ser agrupadas em uma grade, sendo os quadrantes superiores ocupados pelos padrões "D" e "I" (representando os perfis mais ativos) e "C" e "S" abaixo (representando os perfis mais receptivos). "D" e "C", em seguida, compartilham a coluna da esquerda e representam estilos mais focados em tarefas/resultados, enquanto "I" e "S" compartilham a coluna da direita e representam estilos mais voltados a pessoas. Nesta matriz, a dimensão vertical representa um fator de "comportamento ativo" ou "comportamento receptivo", enquanto a dimensão horizontal representa "ambiente percebido como desfavorável" versus "ambiente percebido como favorável".
Dominância: Pessoas com alta pontuação no fator "D" são muito ativas ao lidar com problemas e desafios. Descritas como egocêntricas, diretas, ousadas, dominadoras, exigentes, enérgicas, determinadas. Já baixas pontuações “D” indicam pessoas mais moderadas e conservadoras, descritas como discretas, realistas, conservadoras, pacíficas, precavidas e modestas.
Influência: Pessoas com altos escores de "I" gostam de influenciar os outros através de conversas e atividades e tendem a ser emocionais. São descritas como entusiastas, persuasivas, convincentes, amistosas, comunicativas, confiantes e otimistas. Já aqueles com baixos escores de "I" influenciam mais por dados e fatos e não com sentimentos, sendo descritos como reflexivos, seletivos, factuais, recatados, desconfiados, pessimistas.
Estabilidade: Pessoas com altos escores em "S" apreciam um ritmo constante, segurança e não gostam de mudanças súbitas. São indivíduos descritos como pacientes, confiáveis, calmos, leais, persistentes, gentis, previsíveis. Já baixos escores em "S" estão relacionados ao apreço por mudança e variedade e tais indivíduos são descritos como móveis, alertas, inquietos, impetuosos, espontâneos, impacientes e até mesmo impulsivos.
Conformidade: Pessoas com alto escore em "C" valorizam aderir a regras, regulamentos e estrutura. Gostam de atuar com qualidade e fazer certo desde a primeira vez. São descritas como disciplinadas, cautelosas, sistemáticas, precisas, analíticas, perfeccionistas e lógicas. Já os com baixos escores em "C" tendem a desafiar regras e buscam independência. Descritos como independentes, obstinados, voluntariosos, teimosos, rebeldes, arbitrários e indiferentes a detalhes.

## Como o DISC pode ser usado?
- Gerenciamento de Mudanças – Aprenda comportamentos para transformar resistência em receptividade.
- Coaching e Mentoring – Descubra como ajudar os outros a atingir seu potencial de forma consistente.
- Resolução de Conflitos – Traga clareza e compreensão para diferenciar estilos comportamentais.
- Atendimento ao cliente – Ensine as equipes de suporte administrativo e de atendimento ao cliente a fornecer serviços e interações estelares de maneira confiável, independentemente do estilo comportamental.
- Contratação e Seleção / Benchmarking e Comparação – Capacite proprietários de empresas, gerentes e profissionais de RH com a capacidade de comparar novos candidatos a benchmarks desejáveis de desempenho no trabalho.
- Liderança e gerenciamento de habilidades – capacitar os líderes de sua organização com a capacidade de obter o máximo proveito de suas equipes, motivando de forma confiável e genuína sua equipe.
- Treinamento de vendas – gere receita ensinando até mesmo os profissionais de vendas mais novatos ou experientes a identificar e aproveitar comportamentos identificáveis em seus clientes potenciais.
- Team building – Crie suas equipes com base em habilidades e características compatíveis, não apenas ideias genéricas de equilíbrio.
- Produtividade – Planeje reuniões e projetos com diferentes estilos comportamentais em mente para garantir os melhores resultados[4].